# آنتونیتو (کلرادو)
آنتونیتو (به انگلیسی: Antonito) شهری در ایالت کلرادو کشور ایالات متحده آمریکا است که جمعیت آن در سرشماری سال ۲۰۱۰ میلادی، ۷۸۱ نفر بوده‌است.